# Albert Thumann

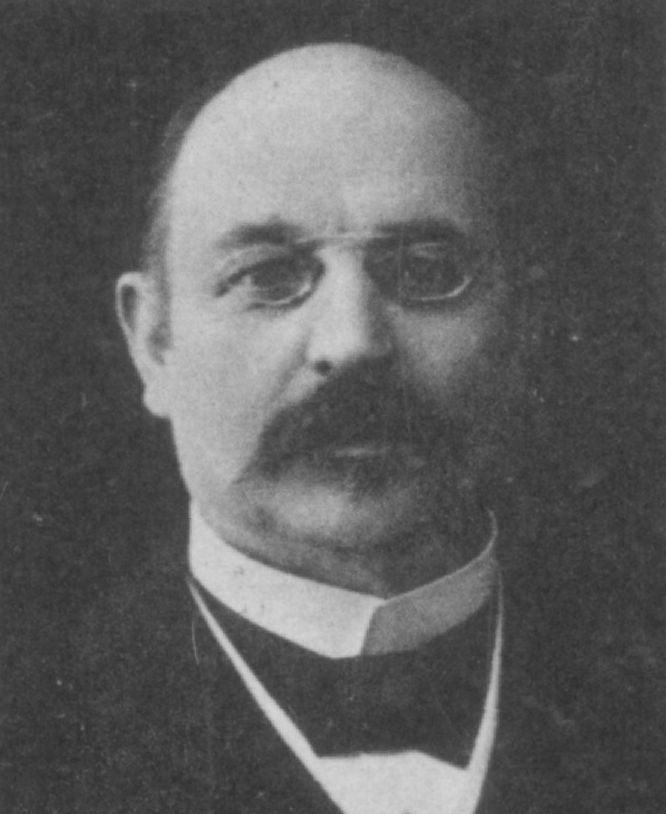
Albert Thumann als Reichstagsabgeordneter 1912

Albert Thumann (* 31. Juli 1856 in Ichtratzheim; † 27. Mai 1938 in Gebweiler) war Apotheker, Bürgermeister und Mitglied des Deutschen Reichstags.

## Leben
Thumann besuchte die Volksschule und studierte an der Universität Straßburg. Er war Apothekerlehrling von 1869 bis 1873, Apothekergehilfe bis 1876 und absolvierte die Apothekerprüfung am 7. Juli 1878. Danach war er Verwalter bis 1880, Apothekenbesitzer in Hagenau bis 1884 und in Gebweiler bis 1907. Ab 1890 war er Mitglied der Apothekenrevisions- und pharmazeutischen Vorprüfungskommission für den Bezirk Oberelsaß. Ferner war er Bürgermeister der Stadt Gebweiler von Juni 1902 bis 1908. Außerdem war er Verfasser wissenschaftlicher und beruflicher Abhandlungen im Journal der Pharmazie von Elsaß-Lothringen und langjähriger Schriftführer und Präsident des Oberelsässischen Apothekervereins.
Ab der Reichstagswahl 1912 bis 1918 war er Mitglied des Deutschen Reichstags für die Elsaß-Lothringische Zentrumspartei und den Wahlkreis Reichsland Elsaß-Lothringen 4 (Gebweiler).